# Ministerstwo Budownictwa, Gospodarki Przestrzennej i Komunalnej
Ministerstwo Budownictwa, Gospodarki Przestrzennej i Komunalnej – polskie ministerstwo istniejące w latach 1985–1987, powołane w celu objęcia polityką państwa ogół zadań związanych z ładem przestrzennym i budownictwem. Minister był członkiem Rady Ministrów.

## Ustanowienie urzędu
Na podstawie ustawy z 1985 r. o zmianach w organizacji oraz zakresie działania niektórych naczelnych i centralnych organów administracji państwowej powołano nowy urząd w miejsce zniesionego urzędu Ministra Budownictwa i Przemysłu Materiałów Budowlanych i urzędu Ministra Administracji i Gospodarki Przestrzennej.

## Ministrowie
- Józef Niewiadomski (1985–1986)
- Jerzy Bajszczak (1986–1987)

## Zakres działania urzędu
Do zakresu działania urzędu należały sprawy objęte dotychczas zakresem działania Ministra Budownictwa i Przemysłu Materiałów Budowlanych i urzędu Ministra Administracji i Gospodarki Przestrzennej, a w szczególności:
- miejscowych i regionalnych planów zagospodarowania przestrzennego;
- gospodarki terenami;
- budownictwa;
- gospodarki mieszkaniowej oraz remontów budynków i mieszkań;
- urbanizacji, architektury i nadzoru techniczno-budowlanego;
- przemysłu materiałów budowlanych;
- produkcji wyspecjalizowanych maszyn, urządzeń i sprzętu dla budownictwa oraz dla przemysłu materiałów budowlanych;
- gospodarki komunalnej i jej zaplecza remontowego oraz przemysłu urządzeń komunalnych;
- geodezji i kartografii.

Minister wykonywał zadanie w zakresie geodezji i kartografii poprzez Główny Urząd Geodezji i Kartografii.

## Zniesienie urzędu
Na podstawie ustawy 1987 r. o utworzeniu  urzędu Ministra Gospodarki Przestrzennej i Budownictwa   zniesiono urząd  Ministra Budownictwa, Gospodarki Przestrzennej i Komunalnej.